# Municipio Culpina
Das Municipio Culpina ist ein Verwaltungsbezirk im Departamento Chuquisaca im südamerikanischen Anden-Staat Bolivien.

## Lage im Nahraum
Das Municipio Culpina ist eines von drei Municipios der Provinz Sud Cinti und umfasst deren östlichen Bereich. Es grenzt im Westen an das Municipio Villa Abecia, im Süden und Südosten an das Departamento Tarija, im Osten an die Provinz Hernando Siles und im Norden an die Provinz Nor Cinti.
Das Municipio erstreckt sich zwischen etwa 20° 31' und 21° 09' südlicher Breite und 64° 10' und 65° 12' westlicher Länge, seine Ausdehnung von Westen nach Osten beträgt bis zu 100 Kilometer, von Norden nach Süden bis zu 70 Kilometer.
Das Municipio umfasst 108 Gemeinden (localidades), der zentrale Ort des Municipios ist die Ortschaft Culpina mit 2608 Einwohnern (Volkszählung 2012) im nordwestlichen Teil des Municipios.

## Geographie
Das Municipio Culpina liegt an den südlichen Ausläufern der bolivianischen Cordillera Central, im Übergangsgebiet zwischen dem Altiplano im Westen und dem bolivianischen Tiefland im Osten. Das Klima ist ein kühl-gemäßigtes Höhenklima mit typischem Tageszeitenklima, bei dem die Temperaturunterschiede im Tagesverlauf stärker schwanken als im Jahresverlauf.
Die Jahresdurchschnittstemperatur in dem Landkreis liegt bei etwa 14 °C (siehe Klimadiagramm Culpina), die Monatsdurchschnittswerte schwanken zwischen knapp 10 °C im Juni/Juli und 16 °C von November bis März. Der Jahresniederschlag beträgt 430 mm und weist sieben aride Monate von April bis Oktober mit Monatswerten unter 20 mm auf, nennenswerte Monatsniederschläge fallen in den restlichen fünf Monaten mit Werten bis zu knapp 100 mm.

## Bevölkerung
Die Einwohnerzahl ist zwischen 1992 und 2024 um ein Viertel zurückgegangen:
| Jahr | Einwohner | Quelle       |
| ---- | --------- | ------------ |
| 1992 | 18.793    | Volkszählung |
| 2001 | 17.570    | Volkszählung |
| 2012 | 17.661    | Volkszählung |
| 2024 | 14.868    | Volkszählung |

|}
Die Bevölkerungsdichte bei der letzten Volkszählung von 2024 betrug 3,8 Einwohner/km², der Alphabetisierungsgrad bei den über 6-Jährigen war von 62,8 Prozent (1992) auf 71,3 Prozent (2001) angestiegen. Die Lebenserwartung der Neugeborenen betrug 60,9 Jahre, die Säuglingssterblichkeit war von 7,2 Prozent (1992) auf 7,7 Prozent im Jahr 2001 leicht angestiegen.
95,9 Prozent der Bevölkerung sprechen Spanisch, 24,8 Prozent sprechen Quechua, 0,4 Prozent sprechen Guaraní, und 0,2 Prozent sprechen Aymara. (2001)
80,6 Prozent der Bevölkerung haben keinen Zugang zu Elektrizität, 67,9 Prozent leben ohne sanitäre Einrichtung (2001).
64,0 Prozent der 3.923 Haushalte besitzen ein Radio, 21,1 Prozent einen Fernseher, 45,3 Prozent ein Fahrrad, 2,3 Prozent ein Motorrad, 4,8 Prozent ein Auto, 3,2 Prozent einen Kühlschrank, und 0,5 Prozent ein Telefon. (2001)

## Politik
Ergebnis der Regionalwahlen (concejales del municipio) vom 4. April 2010:
| Wahl- berechtigte |  | Wahl- beteiligung | gültige Stimmen |  | MSM    | MAS-IPSP |
| ----------------- |  | ----------------- | --------------- |  | ------ | -------- |
| 6.199             |  | 5.073             | 3.674           |  | 1.894  | 1.780    |
|                   |  | 81,8 %            | 72,4 %          |  | 51,6 % | 48,4 %   |

Ergebnis der Regionalwahlen (elecciones de autoridades políticas) vom 7. März 2021:
| Wahl- berechtigte |  | Wahl- beteiligung | gültige Stimmen |  | MAS-IPSP | CST     | C-A     | BSTH   | MNR    | UNIDOS |
| ----------------- |  | ----------------- | --------------- |  | -------- | ------- | ------- | ------ | ------ | ------ |
| 8.191             |  | 6.695             | 5.341           |  | 2.842    | 1.502   | 876     | 69     | 35     | 17     |
|                   |  | 81,74 %           | 79,78 %         |  | 53,21 %  | 28,12 % | 16,40 % | 1,29 % | 0,66 % | 0,32 % |

## Gliederung
Das Municipio Culpina bestand bei der letzten Volkszählung von 2012 aus den folgenden acht Kantonen (cantones):
- 01-0902-01 Kanton Culpina – 29 Vicecantones – 66 Gemeinden – 9.636 Einwohner (2001: 8.185 Einwohner)
- 01-0902-02 Kanton La Loma – 6 Vicecantones – 20 Gemeinden – 1.050 Einwohner (2001: 1.439 Einwohner)
- 01-0902-03 Kanton El Palmar – 6 Vicecantones – 20 Gemeinden – 1.788 Einwohner (2001: 1.967 Einwohner)
- 01-0902-04 Kanton La Ciénega – 1 Vicecantón – 5 Gemeinden – 193 Einwohner (2001: 247 Einwohner)
- 01-0902-05 Kanton La Cueva – 5 Vicecantones – 11 Gemeinden – 1.332 Einwohner (2001: 1.290 Einwohner)
- 01-0902-06 Kanton Pilaya – 1 Vicecantón – 8 Gemeinden – 108 Einwohner (2001: 247 Einwohner)
- 01-0902-07 Kanton Salitre – 1 Vicecantón – 2 Gemeinden – 130 Einwohner (2001: 126 Einwohner)
- 01-0902-08 Kanton San Francisco – 16 Vicecantones – 48 Gemeinden – 3.424 Einwohner (2001: 4.069 Einwohner)

## Ortschaften im Municipio Culpina
- Kanton Culpina
  - Culpina 2608 Einw. – Sajlina Alta 363 Einw.

- Kanton El Palmar
  - El Palmar 441 Einw. – Orocote 198 Einw.

- Kanton La Cueva
  - El Monte 542 Einw. – El Cabrerío 191 Einw. – La Cueva 107 Einw.

- Kanton Salitre
  - El Salitre 124 Einw.